# Андрей Владимирович Долгая Рука
Андрей Владимирович Долгая Рука — русский князь, князь Вязьмы, предок князей Вяземских.

## Общая информация
Биография князя, имя его отца, а также происхождение от него князей Вяземских вызывало споры. Основные версии биографии, персонажа:
| Имя отца                                      | Когда стал править Вязьмой      | Время смерти                              | Имена иных родственников                                                                               |
| --------------------------------------------- | ------------------------------- | ----------------------------------------- | --- |
| Владимир Рюрикович овручский (потом киевский) | к 1223                          | Битва на Калке (4 июня 1223, 4 июля 1224) | зять киевского князя Мстислава Романовича Старого; был младшим (вторым или даже пятым) сыном Владимира |
| ? или «Афанасий»                              | 1239 (первое упоминание Вязьмы) | после 1300                                | ? |
| Михаил Ростиславич смоленский                 | в конце XIII века               | 1310                                      | был племянником Глеба и Фёдора Ростиславича Смоленских; двоюродный брат Александра и Романа Глебовичей |

## В Бархатной книге
Бархатная книга, изданная в 1787 году Н. И. Новиковым, указывала Андрея Долгая Рука сыном князя Владимира Рюриковича и давала следующую родословную:
- Андрей Долгая Рука, князь
  - Василий, князь
    - Афанасий, князь
      - Андрей, князь
        - Семен, князь
        - Василий, князь
        - Лев, князь (бездетен)
        - Иван, князь

    - Роман, князь (бездетен)
    - Юрий, князь (бездетен)

  - Федор, князь
    - Константин, князь

  - Иван Жилка, князь

## Взгляд Н. А. Баумгартена
Н. А. Баумгартен в 1915 году цитируя приведённые П. В. Долгоруковым данные родословных, считал князя Андрея Долгая Рука вымышленным лицом. Он указывал, что родословия называют князя Андрея младшим сыном Владимира Рюриковича (1187—1239) (в будущем князя киевского) и зятем киевского князя Мстислава Романовича Старого, с которым он был убит 4 июня 1223 года после предательства Плоскини. На момент смерти у Андрея было три сына. Всё это Баумгартен считал «сплошной выдумкой и подтасовкой разных известий». По мнению исследователя, князь Андрей, принимавший участие в битве, не Андрей Долгая Рука, а совсем иное лицо. В битве принимал участие Владимир Рюрикович, ставший после неё киевским князем. А так как князю Владимиру на момент битвы было 36 лет, то он не мог иметь от младшего сына трёх внуков. Баумгартен полагал, что первый князь Вяземский упоминается в летописях 1300 (или 1301 по Татищеву) году. По Лаврентьевской летописи в 1300 году князь Андрей Вяземский пришёл на помощь Дорогобужу и успешно воевал против Александра Глебовича Смоленского и его брата Романа. Баумгартен считал, что отчество «Афанасьевич» было добавлено к князю Андрею Вяземскому составителями указателя ПСРЛ, а в Лаврентьевской, Воскресенской летописях и у В. Татищева оно отсутствует.
Основателя рода князей Вяземских Баумгартен отождествлял (поддерживая П. В. Голубовского) с Андреем Михайловичем, сыном Михаила Ростиславича (князя смоленского в 1278—1279). Андрей Михайлович был союзником своего дяди Федора Ростиславича Чёрного против Александра и Романа Глебовича (двоюродных братьев Андрея Михайловича и племянников Фёдора). Пока Фёдор был в Ярославле, Андрей был наместником в Смоленске. Но в 1297 году братья отобрали Смоленск. В ходе дальнейших войн за Смоленское княжество в 1298 году погиб Фёдор Чёрный, а в 1300 году Роман Глебович.
Родословие по Баумгартену:
Ростислав Мстиславич, великий князь Смоленский (—к 1270)
- Глеб ( —1277), великий князь Смоленский. Предок князей смоленских.
  - Александр ( —1313), великий князь Смоленский
  - Роман ( —1300)
  - Святослав ( —1310), князь Можайский
- Михаил ( —1279), великий князь Смоленский
  - Андрей Михайлович, князь Вяземский и Дорогобужский (1284—1310) Предок князей Вяземских.
- Фёдор Чёрный (—1298), князь Можайский и Ярославский, великий князь Смоленский. Предок Ярославских князей

## Взгляд С. В. Думина и П. Х. Гребельского
С. В. Думин и П. Х. Гребельский в 1993 году в книге «Дворянские роды Российской Империи» называют Андрея Долгая Рука сыном киевского князя Владимира Рюриковича (1187—1239). По их мнению, он получил Вязьму и принимал 4 июля 1224 года участие в битве на Калке где погиб в 1224 году. Они приводят версию Баумгартен, но описывают Андрея Афанасьевича (как внука Андрея Владимировича), называя того воеводой, который в 1300 году разбил Александра Глебовича Смоленского.
- Андрей Долгая Рука
  - Василий — от него ведут первую ветвь князей Вяземских
  - Фёдор — от него ведут вторую ветвь князей Вяземских
  - Иван

## Взгляд Л. В. Войтовича
Л. В. Войтович в 2000 году в книги «Княжеские династии Восточной Европы» считал Андрея Долгорукого сыном киевского князя Владимира Рюриковича (1187—1239). Но датой начала княжения того в Вязьме указывал 1239 год. А умер князь после 1300 года. Предок князей Вяземских и Жилинских:
- Андрей Долгая Рука
  - Василий — потомства не имел. вторая половина XIII — начало XIV веков
  - Фёдор — предок князей Вяземских. вторая половина XIII — начало XIV веков
  - Иван Жилка — предок князей Жилинских. вторая половина XIII — начало XIV веков

## «Славянская энциклопедия»
В. В. Богуславский в 2003 году в своей книге «Славянская энциклопедия» утверждал, что Вязьма в летописях впервые упоминается в 1219 году, когда была передана в удел Андрею Владимировичу Длинная Рука его тестем киевским князем Мстиславом Романовичем Старым. И в 1223 году на Калке вместе с Мстиславом Романовичем Старым и (мужем ещё одной дочери Мстислава) Александром Семёновичем князем дубровицким бился три дня. И был одним из трёх князей погибших под досками на пиру победителей после предательства воеводы бродников Плоскини. Имел трёх сыновей, ставшими князьями вяземскими.